# Фарес Ферджані
Фарес Ферджані (22 липня 1997 , Туніс ) — туніський фехтувальник на шаблях, срібний призер Олімпійcьких ігор 2024 року, чемпіон Африки та Африканських ігор.